# Leszek Roguski
Leszek Franciszek Roguski (ur. 14 kwietnia 1880 na Pradze, zm. 1 kwietnia 1937 w Warszawie) – pułkownik artylerii Wojska Polskiego, działacz niepodległościowy, kawaler Orderu Virtuti Militari.

## Życiorys
Urodził się 14 kwietnia 1880 na stacji kolejowej Praga (Pelcowizna), w rodzinie Władysława, inżyniera kolejowego i Bronisławy ze Zboińskich. Początkowo uczył się w 2. Gimnazjum w Warszawie, a od klasy piątej w Gimnazjum w Częstochowie, w którym zdał egzamin maturalny. Następnie rozpoczął studia na Wydziale Przyrodniczym Carskiego Uniwersytetu Warszawskiego. Po śmierci ojca przerwał studia i odbył służbę wojskową w rosyjskim pułku moździerzy w Warszawie na prawach wolontariusza. Po zakończeniu służby został mianowany chorążym rezerwy.
Z dniem 25 października 1924 został przeniesiony do 7 Pułku Artylerii Polowej w Częstochowie na stanowisko dowódcy pułku. W styczniu 1930 został zwolniony z zajmowanego stanowiska i oddany do dyspozycji dowódcy Okręgu Korpusu Nr IV, a z dniem 1 maja tego roku przeniesiony w stan spoczynku. W 1934, jako oficer stanu spoczynku pozostawał w ewidencji Powiatowej Komendy Uzupełnień Płock. Posiadał przydział do Oficerskiej Kadry Okręgowej Nr I. Był wówczas „przewidziany do użycia w czasie wojny”. Mieszkał w Rogowie.
Zmarł 1 kwietnia 1937 w Warszawie, a cztery dni później został pochowany na Cmentarzu Wojskowym na Powązkach.
Był żonaty, dzieci nie miał.

## Ordery i odznaczenia
- Krzyż Srebrny Orderu Wojskowego Virtuti Militari nr 1807[11] – 26 marca 1921[12][2]
- Krzyż Walecznych trzykrotnie[13][14]
- Medal Niepodległości – 25 lipca 1933 „za pracę w dziele odzyskania niepodległości”[15][a]
- Medal Pamiątkowy za Wojnę 1918–1921[13]
- Medal Dziesięciolecia Odzyskanej Niepodległości[13]
- Medal Zwycięstwa[13][17]

Był przedstawiony do odznaczenia Orderem Odrodzenia Polski.